# Krmačina
Krmačina – wieś w Słowenii, w gminie Metlika. W 2018 roku liczyła 17 mieszkańców.